# Monforte de la Sierra
Monforte de la Sierra is een gemeente in de Spaanse provincie Salamanca in de regio Castilië en León met een oppervlakte van 4,36 km². Monforte de la Sierra telt 81 inwoners (1 januari 2016).

## Demografische ontwikkeling
Bron: INE, 1857-2011: volkstellingen